# Михали Николеску
Михали Николеску (на арумънски: Mihali Nicolescu; на румънски: Mihai Nicolescu) е първият арумънски религиозен поет.

## Биография
Николеску е роден във влашкото село Търново, Битолско, тогава в Османската империя, днес в Северна Македония. Творбите му са запазени благодарение на Йон К. Масиму, който в една арумънска граматика („Gramatica macedo-românească“, 1862) използва негови 14 стихотворения, сред които Spuni-nji bre gione, oclji di amure! (Кажи ми, момче, очи къпини!). Стихотворенята са изпълнени с румънски неологизми и гърцизми и римите са слаби. Липсва и вътрешно чувство за хармония.
| „ | Flori de Macedonia Foculu, focu, foclu, mi-arde ca ma multu cîndu inima îni plîndze di loclu ameu vrutu... Imnu ş-imnu, imnu ş-imnu ş-tot nu-ni aflu loclu... | “ |

Стохотворенията „Scalvulu“, „Pita“, „Chora la Unirea. Principatiloru Rumania şi Moldova“ са вклчени в антологията на арумънската поезия, издадена от Атанасие Наста в 1985 г.